# Álex Ayoví
Álex Ayoví (n. Guayaquil, Ecuador; 26 de febrero de 1995) es un futbolista ecuatoriano. Juega de delantero.

## Clubes
| Club          | País    | Año         |
| ------------- | ------- | ----------- |
| Barcelona     | Ecuador | 2014 - 2019 |
| Cumbayá F. C. | Ecuador | 2020 - 2021 |
| Olmedo        | Ecuador | 2021        |
| Libertad      | Ecuador | 2021        |